# Разлив (Ленинградская область)
Разлив — деревня в Толмачёвском городском поселении Лужского района Ленинградской области.

## История
По данным 1966 года деревня Разлив в составе Лужского района не значилась.
По данным 1973 и 1990 годов деревня Разлив входила в состав Толмачёвского сельсовета.
В 1997 году в деревне Разлив Толмачёвской волости проживали 7 человек, в 2002 году — 10 человек (русские — 80 %).
В 2007 году в деревне Разлив Толмачёвского ГП проживали 6 человек.

## География
Деревня расположена в центральной части района к востоку от автодороги Р23 «Псков» (E 95, Санкт-Петербург — граница с Белоруссией).
Расстояние до административного центра поселения — 6 км.
Ближайшая железнодорожная станция — Толмачёво. 
Деревня находится на левом берегу реки Луга.

## Демография
| 1997 | 2007 | 2010 | 2017 |
| ---- | ---- | ---- | ---- |
| 7    | ↘6   | ↘0   | ↗3   |